# Kagura d'Hayachine
Le kagura d'Hayachine ou kagura de Hayachine (早池峰神楽, Hayachine kagura) est une série de douze danses pratiquées le 1er août au sanctuaire Hayachine dans la ville de Hanamaki (préfecture d'Iwate au Japon).
Ces danses se font en l'honneur de Seoritsu, divinité tutélaire du mont Hayachine, sur une musique de tambour, cymbales et flûte.
Les six premières danses, appelées danse des oiseaux torimai (鳥舞), danse du vieillard okina (翁), danse du troisième vieillard sanbasō (三番叟), danse du dieu de la guerre Hachiman (八幡), danse du dieu de la montagne Yama no kami (山の神), danse de l’ouverture de la caverne rocheuse Iwato biraki (岩戸開), sont rituelles, les cinq suivantes racontent l'histoire médiévale du Japon et de ses divinités (il existe beaucoup d’hypothèses différentes sur la constitution du cycle de 12 danses). Les danseurs sont masqués. La danse finale est effectuée par un shishi, personnification du dieu de la montagne.
La tradition remonterait au XIVe ou XVe siècle et aurait été influencée par les pratiques des yamabushi, des ascètes bouddhistes retirés dans les montagnes ; en outre, les savants s'interrogent sur ses relations avec l'histoire du théâtre nô.
L'UNESCO a inscrit le kagura de Hayachine sur la liste représentative du patrimoine culturel immatériel de l’humanité en 2009.
Les danses se pratiquent aussi à d'autres moments de l’année et ailleurs qu'au sanctuaire de Hayachine, mais rarement selon le cycle complet, qui dure cinq heures. Des spectacles « disciples » sont pratiqués dans toute la préfecture d'Iwate.